# Sirex cyaneus
Sirex cyaneus (лат.) — вид крупных перепончатокрылых насекомых рода Sirex из семейства рогохвостов (Siricidae). Обнаружены в Западной Европе и Северной Америке (Канада, США).

## Описание
Длина около 2 см. Развиваются на хвойных растениях из рода пихта (Abies; 99 % выведенных экземпляров) и других Pinaceae: Abies balsamea, Abies fraseri, Larix sp., Picea glauca, Picea mariana Pinus strobus, Pinus elliottii, в которых растут их личинки, повреждая древесину ствола. Основная окраска рогохвостов чёрная, блестящая. Самцы отличаются сильно увеличенными задними ногами (основная окраска задних голеней и лапок буроватая; остальные ноги самцов красновато-коричневые); у самок жёлтые ноги. Жгутик усиков содержит 12 или более члеников. Переднее крыло угловато округлённое, в нём развита кубитальная жилка Cu1, ячейки 1Rs2 и 3R1. В заднем крыле развита ячейка 1A. Задние голени с двумя апикальными шпорами. Самки обладают массивным, длинным яйцекладом, которым прокалывают растения для откладки яиц.
Фенология. На основании более изучения более чем 600 собранных в природе и выращенных в лаборатории экземпляров Sirex cyaneus установлено появление первых особей в начале июля, а последних — в начале октября. основной лётный период приходится на лето (начиная с июля) и заканчивается в сентябре с пиком численности во второй половине августа.
Вид был впервые описан в 1781 году датским энтомологом Иоганном Христианом Фабрицием.
Подвиды
- Sirex cyaneus cyaneus Fabricius, 1781
- Sirex cyaneus dux (Semenov-Tian-Shanskij, 1921)
- Sirex cyaneus melanopodus Benson, 1965